# Robert De Waele (activist)
Robert De Waele (Aalst, 29 augustus 1891 - Schellebelle, 29 november 1963) was een Vlaams activist en lid van de Raad van Vlaanderen.

## Levensloop
De Waele promoveerde tot landbouwingenieur. Tijdens de Eerste Wereldoorlog trad hij toe tot het activisme. Hij werd lid  van het radicale Jong-Vlaanderen en van andere activistische organisaties. In 1916 ondertekende hij met 65 andere katholieke academici het manifest van het Katholiek Vlaamsch Oud-Hoogstudentenverbond, dat de heropening en de vernederlandsing eiste van de universiteit van Gent, een eis waar de Duitse bezetter in het kader van de Flamenpolitik inderdaad graag op inging.
In 1916 werd De Waele hoogleraar aan de vernederlandste universiteit van Gent, meer bepaald in de Hogere Land- en Tuinbouwschool. In 1917 werd hij lid van de Raad van Vlaanderen.
Na de oorlog was hij de eerste activist die voor het assisenhof verscheen, dat hem ter dood veroordeelde. De Waele gaf toe dat hij zich vergist had en in beroep werd zijn straf gereduceerd tot twintig jaar gevangenis. Nadat hij vrijkwam speelde hij geen rol meer in de Vlaamse Beweging.